# Ústřičníkovití
Ústřičníkovití (Haematopodidae) je čeleď dlouhokřídlých ptáků s jediným rodem Haematopus. Tito bíločerně zbarvení ptáci s nápadným načervenalým zobákem a nohama jsou rozšíření ve většině pobřežních oblastí světa s výjimkou polárních oblastí, tropické Afriky a jihovýchodní Asie. Několik druhů zalétá hnízdit i do vnitrozemí.

## Popis

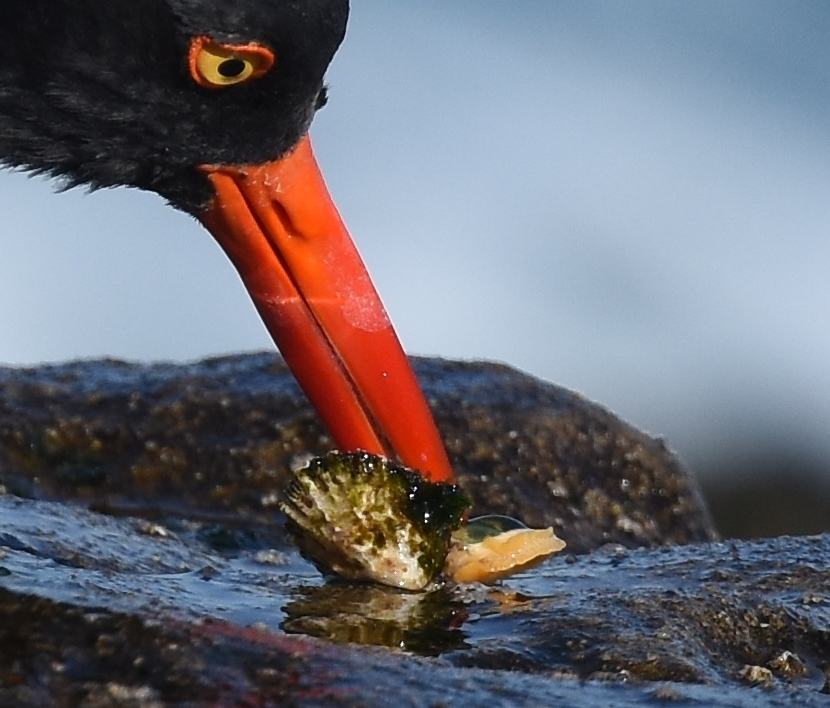
Ústřičník západní při vydlabávání těla mlže z jeho schránky

Jedná se o středně velké ptáky, jejichž délka těla se pohybuje kolem 41–51 cm a váha kolem 530–780 g. Opeření všech druhů je buď cele černé, nebo černé na horní a bílé na spodní části těla, případně bíločerně strakaté. Jejich oči jsou červené až žluté, nohy růžové až červené.
Ústřičníci mívají dlouhé červené nebo oranžové zobáky, které bývají bočně zploštělé s ostrými hranami, které používají pro otevírání schránek mořských mlžů. Na základě zakončení zobáku lze do určité míry rozeznat, na jakou potravu se ústřičníci specializují. Zatímco ústřičníci se špičatým koncem se zaměřují na žížaly a korýše, dlátově zakončený zobák naznačuje specializaci na mlže (dlátově zakončeným zobákem se dají hbitě přeseknout svaly sloužící k otevírání a zavírání schránek mlžů) a tupý konec zobáku zase vypovídá o tom, že jedinec do schránky mlže tluče poté, co se uzavře. Experimenty u ústřičníků v zajetí ukázaly, že změna jídelníčků se odrazí ve tvaru zobáku již během několika týdnů. Vztah mezi typem zakončení zobáku a hlavní potravní složkou nicméně silně ovlivňuje i pohlaví jedince a okolní prostředí.

## Rozšíření a habitat
Primárním habitatem ústřičníků jsou mořské pobřežní oblasti jakéhokoliv typu od skalnatého pobřeží přes oblázkové až po písčité pláže. Několik druhů (hlavně ústřičník velký, Haematopus finschi, ústřičník žlutooký) zalétá hnízdit i do vnitrozemí. Extrémním případem vnitrozemského hnízdění je přitom ústřičník velký, který zalétá hnízdit až k Černému a Kaspickému moři a do středozápadního Ruska. Většina druhů je stálá, pouze druhy hnízdící ve vnitrozemí pravidelně táhnou mezi zimovišti na pobřeží a hnízdišti ve vnitrozemí.

## Biologie

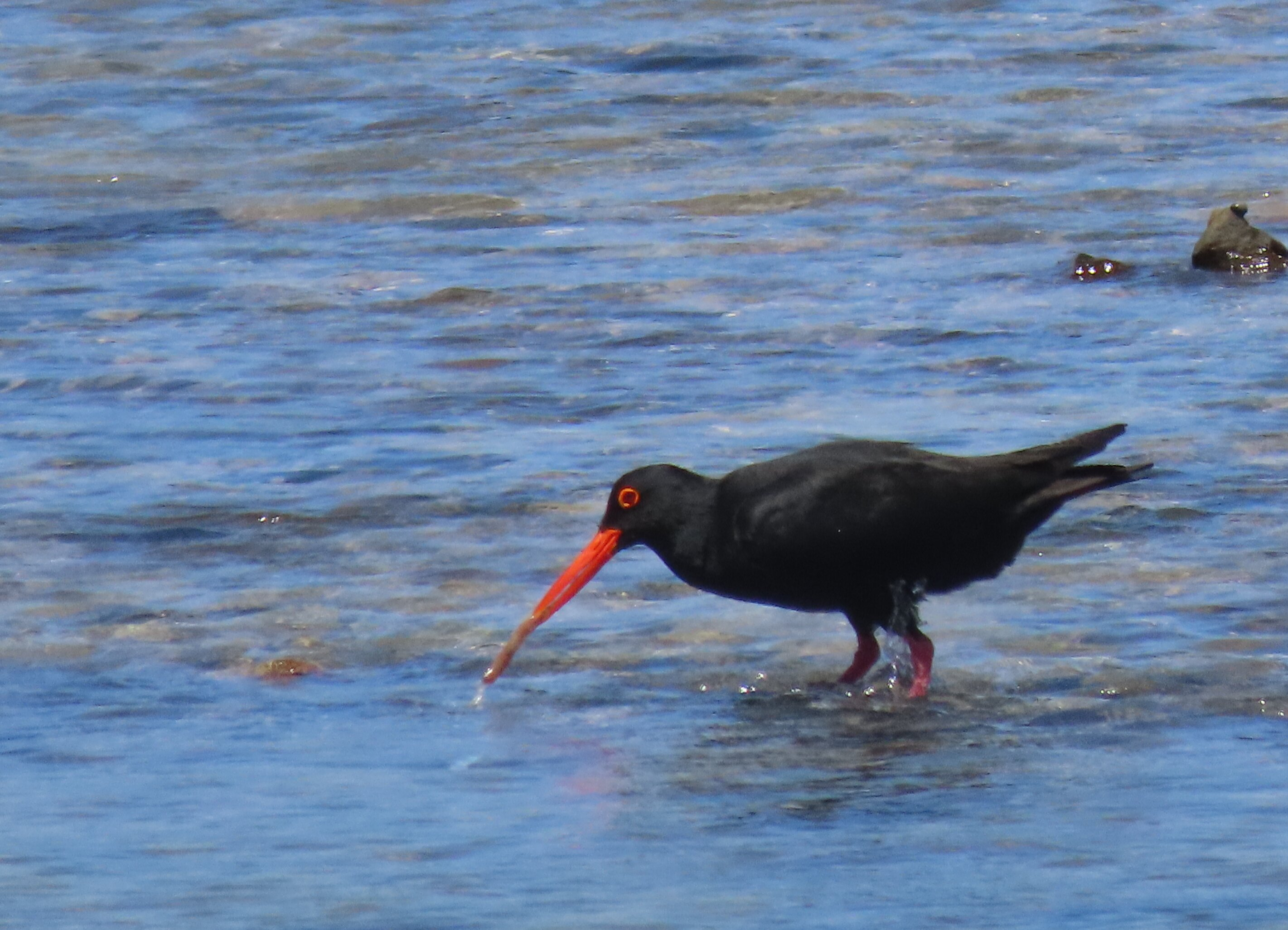
Ústřičník jihoafrický při krmení

Zatímco ústřičníci žijící ve vnitrozemí se živí hlavně žížalami a dalšími bezobratlými, ústřičníci žijící podél pobřeží se zaměřují na mořské mlže. Vedle toho tvoří důležitou součást jídelníčku i krabi, chroustnatky, ježovky, mořští slimáci a případně i menší rybky.

### Hnízdění
Ústřičníci jsou převážně monogamní. Vykazují vysokou věrnost hnízdišti i svým partnerům, se kterými typicky zahnizďují rok co rok. Ústřičníci jsou známi hlasitou a agresivní obranou svých hnízdišť. Některé druhy vykazují silnou teritorialitu po celý rok. Námluvy ústřičníků se vyznačují typickým skřekavým pípáním, během kterého samice a samci chodí, běhají nebo létají bok po boku s častými změnami směru letu. Při společných letech je pár ústřičníků někdy doprovázen jiným párem. K hnízdění dochází v létě. Samice klade 1–5 vajec, nejčastěji však 2–3 vejce do mělké jamky přímo na zemi. Jamka bývá někdy vystlána malými kamínky nebo schránkami mlžů.

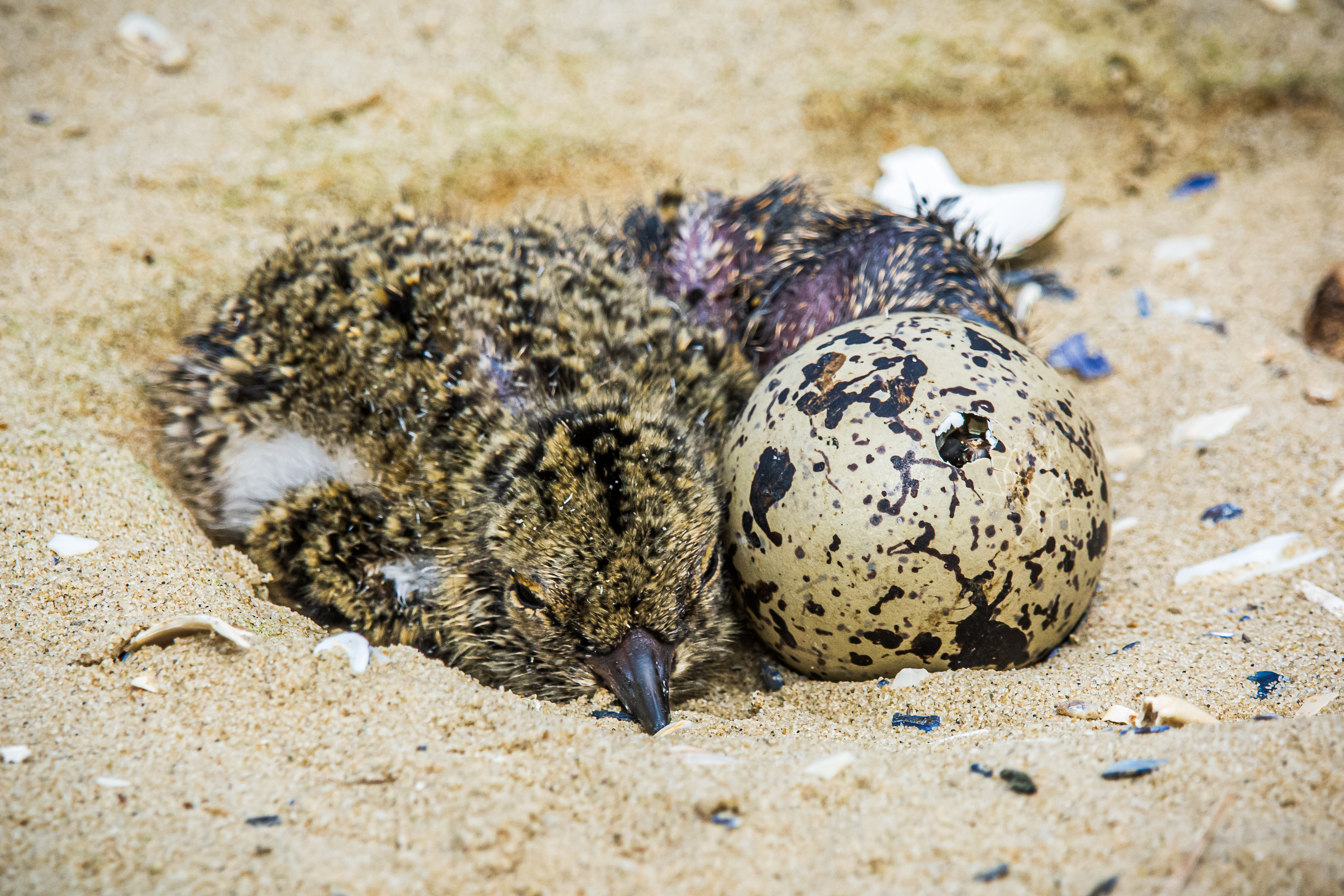
Vejce a čerstvě vyklubané mládě ústřičníka velkého; za povšimnutí stojí opeření ptáčete, jehož zbarvení je v podstatě totožné jako zbarvení vejce

Vejce bývají šedá s tmavšími flíčky, takže dobře splývají s okolím. Inkubují oba partneři po dobu 24–39 dní. Ptáčata bývají taktéž nenápadně zbarvena, což jim pomáhá zůstat skrytá před predátory. K dalším zásadním antipredačním charakteristikám mláďat patří to, že do jednoho dne po narození mohou chodit. I tak bývá u ústřičníků zaznamenána vysoká hnízdní predace a podle odhadů jeden pár ústřičníků v průměru vychová méně než jedno mládě ročně. I přes časné opuštění hnízda si mláďata ústřičníků nedokáží sama zajistit potravu a rodiče je nadále krmí. K prvním letům dochází ve věku kolem 50–60 dní, úplná potravní samostatnost nastává až kolem věku 6 měsíců. Ústřičník velký může svá vejce klást do hnízd jiných druhů ptáků, což je patrně forma hnízdního parazitismu.

## Ohrožení a ochrana
K roku 2023 je nejohroženějším druhem čeledi ústřičník chathamský (EN), který je ohrožen hlavně introdukovanými predátory. Ústřičník velký je zase ohrožen (NT) nadměrným rybolovem, v jehož důsledku ubývá mlžů. Ústřičník kanárský je někdy od 40. let vyhynulý patrně v důsledku predace introdukovanými krysami a kočkami a nadměrným sběrem mlžů lidmi.

## Systematika
Ústřičníkovití zahrnují pouze jediný rod Haematopus. Tento rod vytyčil švédský přírodovědec Carl Linnaeus v roce 1758 v 10. edici svého monumentálního díla Systema Naturae. Do rodu tehdy zařadil pouze jediného zástupce ústřičníka velkého (Haematopus ostralegus). Název Haematopus pochází ze starořeckého slova haima (αἳμα) = krev, a pous (πούς) = noha, což odkazuje k červeným nohám ústřičníka velkého. Taxonomické počátky vzniku čeledi Haematopodidae sahají do roku 1838, kdy francouzský přírodovědec Charles Lucian Bonaparte vytyčil podčeleď Haematopodinae.
V rámci širší systematiky se ústřičníkovití řadí do řádu dlouhokřídlých a podřádu Charadrii. Podle Baker et al. (2007) jsou sesterskou skupinou ústřičníkovitých srpatkovití (Ibidorhynchidae). Spolu se srpatkami tvoří klad, který je sesterskou skupinou k tenkozobcovitým (Recurvirostridae). Podle Černý & Natale (2022) však sesterským taxonem ústřičníkovitých jsou tenkozobcovití.

### Seznam druhů
Ústřičníkovití k roku 2023 zahrnují následujících 12 druhů:
| Běžné jméno           | Vědecké jméno                    | Fotografie | Rozšíření                       |
| --------------------- | -------------------------------- | ---------- | ------------------------------- |
| ústřičník žlutooký    | H. leucopodus Garnot, 1826       |            | jižní oblasti Jižní Ameriky     |
| ústřičník tmavý       | H. ater Vieillot & Oudart, 1825  |            | Jižní Amerika                   |
| ústřičník západní     | H. bachmani Audubon, 1838        |            | západní pobřeží Severní Ameriky |
| ústřičník americký    | H. palliatus Temminck, 1820      |            | Severní a Jižní Amerika         |
| ústřičník kanárský    | H. meadewaldoi † Bannerman, 1913 |            | Kanárské ostrovy                |
| ústřičník jihoafrický | H. moquini (Bonaparte, 1856)     |            | jižní Afrika                    |
| ústřičník velký       | H. ostralegus Linnaeus, 1758     |            | Evropa, Asie a severní Afrika   |
| ústřičník dlouhozobý  | H. longirostris Vieillot, 1817   |            | Austrálie                       |
| Haematopus finschi    | Martens, 1897                    |            | Nový Zéland                     |
| ústřičník chathamský  | H. chathamensis Hartert, 1927    |            | Chathamské ostrovy              |
| ústřičník proměnlivý  | H. unicolor Forster, 1844        |            | Nový Zéland                     |
| ústřičník australský  | H. fuliginosus Gould, 1845       |            | Austrálie                       |